# Alice Janmaat
Alice Janmaat (Bussum, 28 mei 1946) is een Nederlandse golfster.
Janmaat begon in 1964 met golfen en werd drie keer jeugdkampioen van Nederland. Het nationaal strokeplay kampioenschap won zij elf keer en het nationaal matchplay kampioenschap zes keer. Het internationaal strokeplay kampioenschap won ze vier keer en het internationaal matchplay negen keer. Ze won ook het internationaal kampioenschap van Luxemburg.
Acht keer werd ze uitgeroepen tot golfster van het jaar. Ook werd ze talloze keren uitgezonden voor wereldkampioenschappen en Europese kampioenschappen. Vijf keer werd ze gevraagd voor het Europese team (bestaande uit tien Europese speelsters) om tegen Groot-Brittannië en Ierland te spelen. Ze werd wereldkampioen van het BMW-toernooi in Duitsland en Portugal.
In totaal behaalde ze 34 titels, een prestatie die nog door geen enkele andere Nederlandse golfer is geëvenaard. 
| Jaar | Titel                                           |
| ---- | ----------------------------------------------- |
| 1965 | Nationaal Jeugd Kampioenschap                   |
| 1966 | Nationaal Jeugd Kampioenschap                   |
| 1967 | Nationaal Kampioenschap Strokeplay              |
|      | Nationaal Kampioenschap Matchplay               |
| 1968 | Internationaal Kampioenschap Matchplay          |
| 1970 | Internationaal Kampioenschap Matchplay          |
| 1973 | Nationaal Kampioenschap Strokeplay              |
|      | Internationaal Kampioenschap Matchplay          |
| 1974 | Nationaal Kampioenschap Strokeplay              |
|      | Nationaal Kampioenschap Matchplay               |
|      | Internationaal Amateur Kampioenschap Strokeplay |
|      | Internationaal Amateur Kampioenschap Matchplay  |
|      | Internationaal Amateur Kampioenschap Luxemburg  |
| 1975 | Nationaal Amateur Kampioenschap Matchplay       |
| 1976 | Internationaal Kampioenschap Matchplay          |
| 1977 | Nationaal Kampioenschap Strokeplay              |
|      | Nationaal Kampioenschap Matchplay               |
|      | Internationaal Amateur Kampioenschap Matchplay  |
| 1979 | Nationaal Kampioenschap Strokeplay              |
| 1980 | Nationaal Kampioenschap Strokeplay              |
| 1981 | Nationaal Kampioenschap Strokeplay              |
|      | Nationaal Kampioenschap Matchplay               |
|      | Internationaal Amateur Kampioenschap Strokeplay |
| 1982 | Nationaal Kampioenschap Strokeplay              |
|      | Internationaal Amateur Kampioenschap Strokeplay |
|      | Internationaal Amateur Kampioenschap Matchplay  |
| 1983 | Nationaal Kampioenschap Strokeplay              |
|      | Nationaal Kampioenschap Matchplay               |
|      | Internationaal Amateur Kampioenschap Matchplay  |
| 1984 | Nationaal Kampioenschap Strokeplay              |
| 1984 | Internationaal Amateur Kampioenschap Matchplay  |

## Trivia
- Alice Janmaat is lid van de Hilversumsche Golf Club.